# Prowincja Phú Yên
Phú Yên wymowaⓘ – prowincja Wietnamu, znajdująca się we wschodniej części kraju, w Regionie Wybrzeża Południowo-Środkowego.

## Podział administracyjny
W skład prowincji Phú Yên wchodzi osiem dystryktów oraz jedno miasto.
- Miasta:

1. Tuy Hòa

- Dystrykty:

1. Đông Hòa
2. Đồng Xuân
3. Phú Hòa
4. Sơn Hòa
5. Sông Cầu
6. Sông Hinh
7. Tây Hòa
8. Tuy An